# Hotel Alt-Weimar

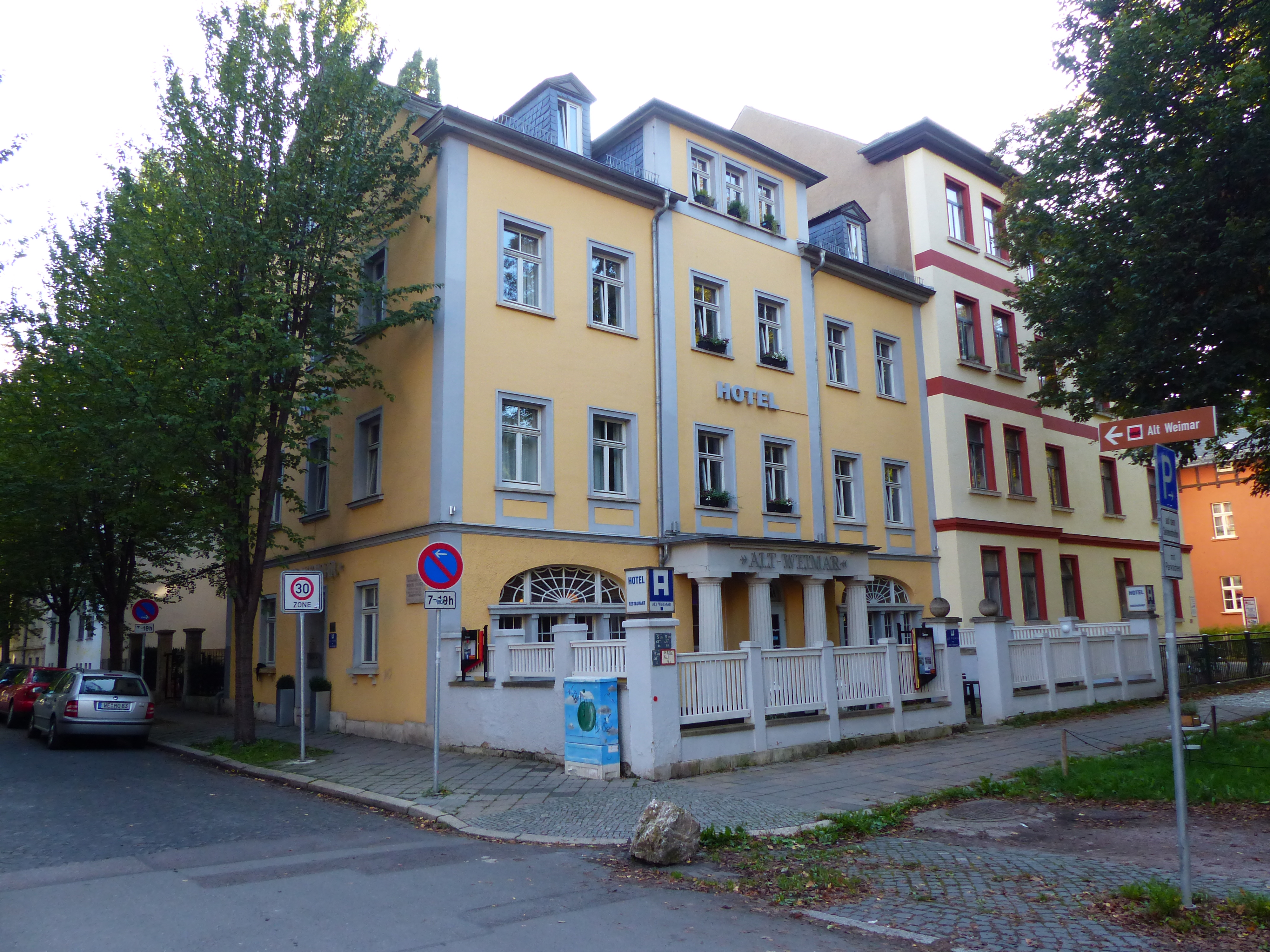
Prellerstraße 2

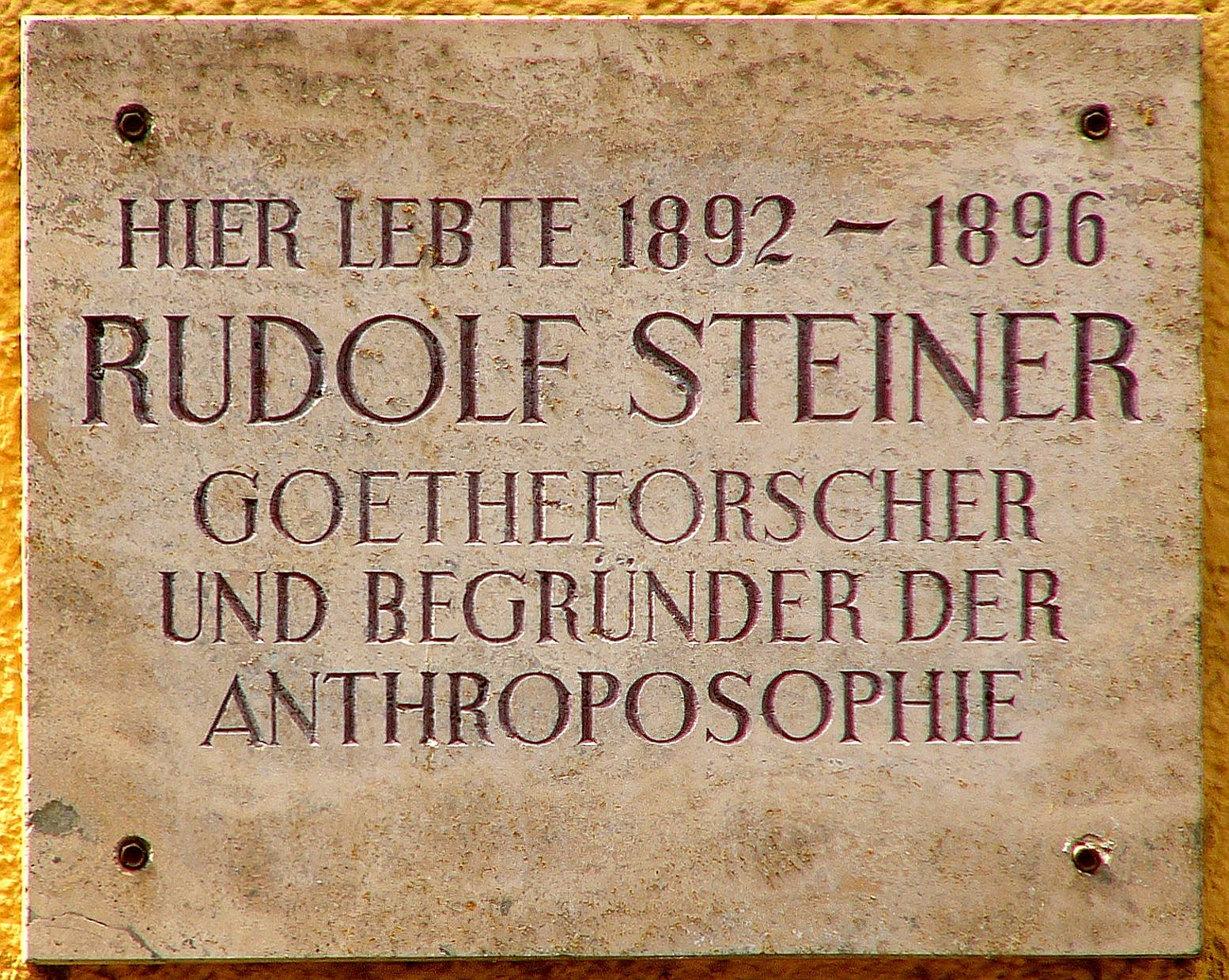
Gedenktafel in Weimar, Prellerstraße 2, die Wohnung seiner späteren Frau Anna Eunike

Das Hotel Alt-Weimar in der Prellerstraße 2/Ecke Steubenstraße in Weimar ist ein Hotel mit Restaurant, das 1909 als Weinstube gegründet wurde. Erste Wirtin war die Kaufmannswitwe Magdalene Wolf. Unter ihrem Sohn Julius Wolf („Jule“) avancierte das Lokal zum bevorzugten Treffpunkt von Schauspielern, Sängern und Musikern des unweit davon befindlichen Deutschen Nationaltheaters. Auch Maler kehrten hier regelmäßig ein. Der berühmteste Bewohner von 1892 bis 1896 war wohl der Philosoph und Begründer der Anthroposophie Rudolf Steiner, dessen auch durch eine Gedenktafel an der Hauswand gedacht wird. Steiner hatte sich auch als Goethe-Forscher hervorgetan und schrieb hier u. a. sein philosophisches Hauptwerk "Die Philosophie der Freiheit". Zu DDR-Zeiten hieß das Gebäude HO-Gaststätte „Alt-Weimar“. Im Innern sind zahlreiche Künstlerporträts mit Widmungen zu sehen. Im Jahre 1995 wurde das mehrgeschossige Gebäude aufwändig saniert.
Auffällig ist, dass das Zugangsportal, das durch den Vorgarten zu erreichen ist, sich linksseitig befindet. Es weist vier dorische Säulen auf, die den Mittelrisalit akzentuieren, aber keinen Altan tragen, sondern lediglich eine Überdachung. Der Risalit setzt sich im ausgebauten Dachgeschoss als dreiachsiges Zwerchhaus fort.
Die gesamte Prellerstraße steht auf der Liste der Kulturdenkmale in Weimar (Sachgesamtheiten und Ensembles).